# Gare de Saint-Cirq-Lapopie
La gare de Saint-Cirq-Lapopie est une gare ferroviaire française fermée de la ligne de Cahors à Capdenac, située sur le territoire de la commune de Tour-de-Faure, à proximité de Saint-Cirq-Lapopie, dans le département du Lot, en région Occitanie.
Elle est mise en service en 1886 par la Compagnie du chemin de fer de Paris à Orléans, et est fermée aux voyageurs en 1980.

## Situation ferroviaire
Établie à 137 mètres d'altitude, la gare de Saint-Cirq-Lapopie est située au point kilométrique (PK) 689,758 de la ligne de Cahors à Capdenac, entre les gares également fermées de Conduché et de Saint-Martin-Labouval.
La ligne, en mauvais état, n'a plus de circulations.

## Service des voyageurs
Gare fermée située sur une section de ligne déclassée.
La ligne d'autocar no 889 a remplacé le train.

## Patrimoine ferroviaire
L'ancien bâtiment voyageurs est devenu une habitation privée.